# 律桂軍
律 桂軍（りつ けいぐん、簡体字中国語: 律桂军、拼音: Lǜ Guìjūn、1967年12月 - ）は、中華人民共和国の外交官。駐日大使館や在シドニー総領事館での在外勤務、北京の本省勤務などを経て、2020年6月から2024年2月にかけて在福岡総領事。

## 経歴
- 1993年～1995年: 外交部アジア局科員、アタッシェ[1]
- 1995年～1999年: 駐日大使館アタッシェ、三等書記官[1]
- 1999年～2002年: 外交部アジア局三等書記官、二等書記官[1]
- 2002年～2006年: 駐日大使館二等書記官、一等書記官[1]
- 2006年～2012年: 外交部アジア局一等書記官、副処長、処長[1]
- 2012年～2015年: 駐日大使館参事官[1]
- 2015年: 外交部アジア局参事官[1]
- 2015年～2017年: 在シドニー総領事館（中国語版）副総領事[1]
- 2017年～2020年6月: 駐日大使館公使参事官[1]
- 2020年6月～2024年2月: 在福岡総領事[1][2][3]